# Видновское благочиние
Видновское благочиние — округ Подольской епархии Русской православной церкви, объединяющий приходы в пределах Ленинского городского округа Московской области (за исключением прихода храма Преображения Господня в селе Остров, являющегося подворьем патриарха Московского и всея Руси, и двух храмов Бутовского полигона). В настоящее время в округе 16 приходов, 11 приписных храмов, два крестильных, три домовых.
В своих настоящих границах благочиние существует с 20 февраля 2012 года.
Благочинный округа — священник Димитрий Березин, настоятель храма Казанской иконы Божией Матери села Молоково.
В городе Видное находится также Екатерининская пустынь, основанная во второй половине XVII века, c 2021 года являющаяся ставропигиальной обителью. Настоятель монастыря — Тихон (Недосекин), епископ Видновский, является викарием патриарха Московского и всея Руси, к настоящему времени благочинным церквей Видновского округа не является.

## История
Семь храмов Видновского благочиния являются памятниками истории и культуры и построены в XV—XIX веках. В 1920—30 годах многие храмы на территории нынешнего благочиния были закрыты или использовались не по назначению. Многим из них был нанесён большой урон, и они потеряли свой первоначальный облик. В 1990-е годы начался процесс их возрождения. Видновское благочиние существует с 18 июня 1992 года.
Статус памятников истории и культуры федерального значения присвоен 4 храмам: Успенский храм города Видное, Христорождественский храм села Беседы, Троицкий храм посёлка Измайлово и Богородицерождественский храм деревни Тарычёво.
Статус памятников истории и культуры регионального значения присвоен 3 храмам: храм святителя Николая села Ермолино, Ильинский храм деревни Дыдылдино, храм Казанской иконы Божией Матери села Молоково.
Многие храмы-памятники после окончания реставрации были освящены чином великого освящения. Так, в 2004 году — Троицкий храм посёлка Измайлово; в 2005 году — Успенский храм города Видное и Ильинский храм деревни Дыдылдино; в 2006 году — Никольский храм посёлка Володарского.
В 1997 году на территории городского кладбища Расторгуево (города Видное) построен храм в честь всех святых в земле Российской просиявших. С 2000 по 2009 годы построено 7 новых храмов, а также крестильные храмы в посёлке Измайлово.
В 2011 году начато строительство Иоанно-Предтеченского храма деревни Калиновка. В марте 2012 года выделены земельные участки под строительство двух храмов, в посёлке Битца и в деревне Андреевское. В завершающей стадии находится строительство Иосифо-Волоцкого храма в посёлке Развилка.
В 2012 году в связи с передачей части территории Ленинского района в состав Новомосковского административного округа города Москвы часть храмов Видновского благочиния перешли в состав Ильинского благочиния Викариатства новых территорий Московской епархии.

## Благочинные
- 18 июня 1992—2002 — епископ (с 1999 года) Тихон (Недосекин), настоятель Екатерининского монастыря.
- 2002—2003 — протоиерей Алексий Волосенко.
- 2003 — апрель 2018 — протоиерей Михаил Николаевич Егоров, в 2003—2007 годах — настоятель Успенского храма города Видное[7], с 2007 года — настоятель новопостроенного в центре города Видное Георгиевского храма[8].
- Апрель 2018 — настоящее время — иерей Димитрий Васильевич Березин, настоятель храма Казанской иконы Божией Матери села Молоково[5].

## Храмы благочиния
Город Видное
- Успенский храм (1705), г. Видное, Белокаменное шоссе
- Богородицерождественский храм (1764), г. Видное, дер. Тарычёво, Старонагорная улица
- Георгиевский храм (2005, освящён в 2007), г. Видное, Советский проезд, вл. 6
- Храм Александра Невского (2014), г. Видное, проспект Ленинского комсомола, 64а

Другие населённые пункты Ленинского городского округа
- Храм Рождества Христова (1599), с. Беседы
- Храм святителя Николая Чудотворца (1646, повторно освящён в 2014), пос. Володарского, Центральная улица
- Ильинский храм (1895), д. Дыдылдино, вл. 52
- Храм святителя Николая (1830), с. Ермолино
- Троицкий храм (1734), пос. Измайлово, д. 21
- Храм Казанской иконы Божией Матери (1810, повторно освящён в 2013), с. Молоково, Революционная улица
- Храм святителя Димитрия Ростовского (1813), д. Суханово
- Иосифо-Волоцкий храм (1998), пос. Развилка
- Георгиевский храм (2001, освящён в 2004), с. Мамоново, Мамоновское кладбище
- Богородицерождественский храм (2005, освящён в 2008), с. Булатниково, Советская улица, 2
- Александро-Невский храм (2003), пос. Петровское
- Боголюбский храм (2006, освящён в 2008), пос. Дубровский, улица Турова, 6а
- Преображенский храм (2012), пос. Совхоза им. Ленина, д. 20б
- Храм великомученицы Марины (2015)[9], пос. Битца, улица Пушкина, 17
- Храм Первосвятителей Московских, пос. Горки Ленинские, Административная улица, 2а

Приписные храмы
- Храм Всех святых в земле Российской просиявших (1997), г. Видное, пос. Расторгуево, Видновское городское кладбище. Приписан к Георгиевскому храм г. Видное.
- Храм Покрова Божией Матери. Приписан к Георгиевскому храму г. Видное.
- Храм равноапостольного великого князя Владимира. Приписан к Георгиевскому храму г. Видное.
- Храм благоверных князя Петра и княгини Февронии, Муромских чудотворцев. Приписан к Троицкому храму пос. Измайлово.
- Храм иконы Божией Матери Боголюбская. Приписан к Троицкому храму пос. Измайлово.
- Храм святителя Димитрия Ростовского. Приписан к Троицкому храму пос. Измайлово.
- Храм апостола Андрея Первозванного. Приписан к храму Казанской иконы Божией Матери с. Молоково.
- Храм великомученницы Марины (Маргариты). Приписан к Боголюбскому храму пос. Дубровский.
- Храм блаженной Ксении Петербургской, садовое товарищество ТЛПХ «Вереск Б». Приписан к Иосифо-Волоцкому храму пос. Развилка.
- Храм великомученника Димитрия Солунского, д. Мисайлово. Приписан к храму Казанской иконы Божией Матери с. Молоково.
- Храм Усекновения главы Пророка, Предтечи и Крестителя Господня Иоанна (освящён в 2014), д. Калиновка, 27 км. Приписан к храму святителя Николая с. Ермолино.
- Храм-часовня благоверного князя Александра Невского, д. Апаринки. Приписан к Александро-Невскому храму пос. Петровское.
- Храм-часовня преподобного Сергия Радонежского, д. Суханово. Приписан к храму святителя Димитрия Ростовского, д. Суханово.
- Часовня великомученника Георгия Победоносца. Приписана к храму святителя Николая Чудотворца пос. Володарского.
- Часовня мученика Трифона. Приписана к храму святителя Николая Чудотворца пос. Володарского.
- Больничный храм великомученника Пантелеимона Целителя г. Видное, ул. Заводская, 15, Видновская районная клиническая больница. Приписан к Георгиевскому храму г. Видное.
- Храм иконы Божией Матери Казанская при психоневрологическом интернате с. Остров (освящён в 2008). Приписан к Троицкому храму пос. Измайлово.
- Крестильный храм Алексия и Василия Священномучеников. Приписан к храму Казанской иконы Божией Матери с. Молоково.
- Крестильный храм архангела Михаила. Приписан к Троицкому храму пос. Измайлово.
- Крестильный храм святителя Николая Мирликийского. Приписан к Богородицерождественскому храму г. Видное, дер. Тарычево.
- Домовый храм иконы Божией Матери Тихвинская. Приписан к Троицкому храму пос. Измайлово.
- Домовый храм преподобномученницы великой княгини Елисаветы. Приписан к Георгиевскому храму г. Видное.
- Домовый храм преподобномученницы Елизаветы Алапаевской. Приписан к Ильинскому храму д. Дыдылдино[2][3][10].

## Социальное служение
Храмы Видновского благочиния осуществляют социально-благотворительную деятельность, предоставляя малоимущему населению различную социальную помощь, а также организуя оказание бесплатных профессиональных услуг нуждающимся. По данным на 2013 год на территории Видновского благочиния действовало 27 столовых, из них 11 для священнослужителей, прихожан и малоимущих; 13 для детей воскресных школ и 3 для лиц без определённого места жительства, а также осуществляли деятельность 9 пунктов раздачи одежды для малоимущих.
На территории Ленинского городского округа находятся 2 психоневрологических интерната (ПНИ), относящиеся к Министерству труда и социальной защиты РФ. В ПНИ села Остров, в котором проживают 100 человек, выстроена Казанская церковь, приписанная к Троицкому храму Измайлово. Для проживающих инвалидов один раз в неделю совершаются богослужения. В праздники Пасхи, Рождества и престольный праздник Казанской иконы Божией Матери 4 ноября для проживающих инвалидов проводятся духовные концерты, конкурсы, организуются паломнические поездки, раздаются подарки. Георгиевский храм города Видное окормляет ПНИ № 10 города Видное. В домовом храме в честь преподобномученицы Великой княгини Елизаветы клириками Георгиевского храма один раз в неделю проводятся богослужения.
Духовенство Троицкого храма посёлка Измайлово окормляет изолятор временного содержания города Видное, в камерах которого посещает задержанных. Проводятся духовные беседы, раздаётся духовная литература, нательные крестики и продукты питания. При Троицком храме также организован пункт отправки посылок в тюрьмы заключённым.
При Успенском храме города Видное действует большая благотворительная столовая, где ежедневно с понедельника по пятницу выдаются бесплатные обеды на 60 человек. Сотрудники храма, волонтеры и воспитанники детских храмовых клубов ежемесячно посещают на дому 40 человек, не способных самостоятельно передвигаться, приносят им продукты и подарки на Пасху и Рождество. Таким образом, Успенский храм регулярно оказывает благотворительную помощь малоимущему населению в количестве 100 человек. Нуждающиеся направляются в храм по спискам от социального центра защиты населения «Вера» города Видное.
При Успенском храме действует благотворительный медицинский кабинет, оказывающий один раз в неделю консультативную квалифицированную медицинскую помощь нуждающимся. В среднем в течение года медицинский кабинет посещает около 1000 человек. При храме действует бесплатный юридический кабинет, где консультацию оказывает профессиональный адвокат. При храме также регулярно действует оборудованный пункт раздачи вещей.
Георгиевский храм города Видное окормляет приписной больничный храм в честь великомученика Пантелеимона при Видновской городской больнице. В храме 1—2 раза в неделю совершаются богослужения. При храме существует группа милосердия из трёх человек, осуществляющая социально-благотворительную помощь лежачим больным.
По благословению митрополита Крутицкого и Коломенского Ювеналия (Пояркова) в благочинии создана попечительская комиссия, основной деятельностью которой является социальная помощь семьям многодетных священнослужителей и семьям священников, оставшимся без кормильца, детям-сиротам и инвалидам.
При Георгиеском храме города Видное действует группа милосердия из 15 человек учащихся образовательного центра «Истина». Участники группы регулярно разносят инвалидам и престарелым на дом продуктовые наборы и сухие пайки. Группа милосердия имеется также при Казанском храме села Молоково. Участники группы разносят продуктовые наборы одиноким пенсионерам.
Боголюбский храм посёлка Дубровский 2 раза в год организует благотворительные паломнические поездки по святым местам для учащихся средней Измайловской школы. В летний период Георгиевский храм города Видное организует для детей благотворительный лагерь «Защитник» с проживанием в построенном на средства храма корпусе при Николо-Радовицком монастыре.
Храмами Видновского благочиния окормляются 11 дошкольных образовательных учреждений. Духовенство Успенского храма города Видное регулярно проводит встречи с учащимися дошкольных образовательных учреждений под названием «Интересные уроки батюшки». Программа занятий основана на учебных пособиях. Беседы с детьми проходят с добровольного письменного согласия родителей. Факультатив, преподаваемый клириками Успенского храма посещают 230 детей средних и старших групп. Учащиеся детских садов и православных клубов «Асида» и «Благостыня» совместно проводят праздники Рождества и Пасхи. Воспитанники православных клубов организуют для учащихся спектакли и музыкальные концерты.

## Галерея

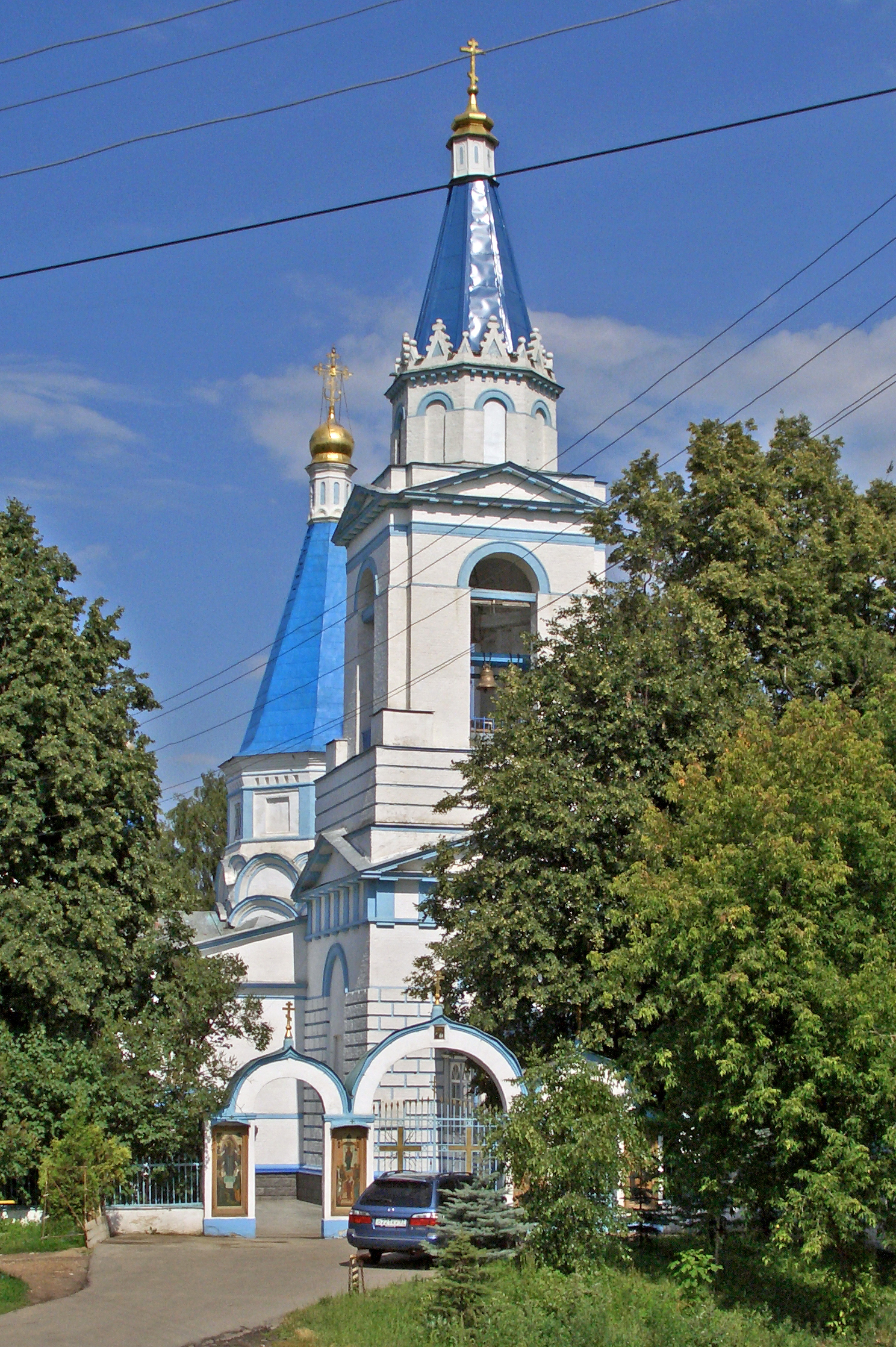
Храм Рождества Христова (1599) с. Беседы
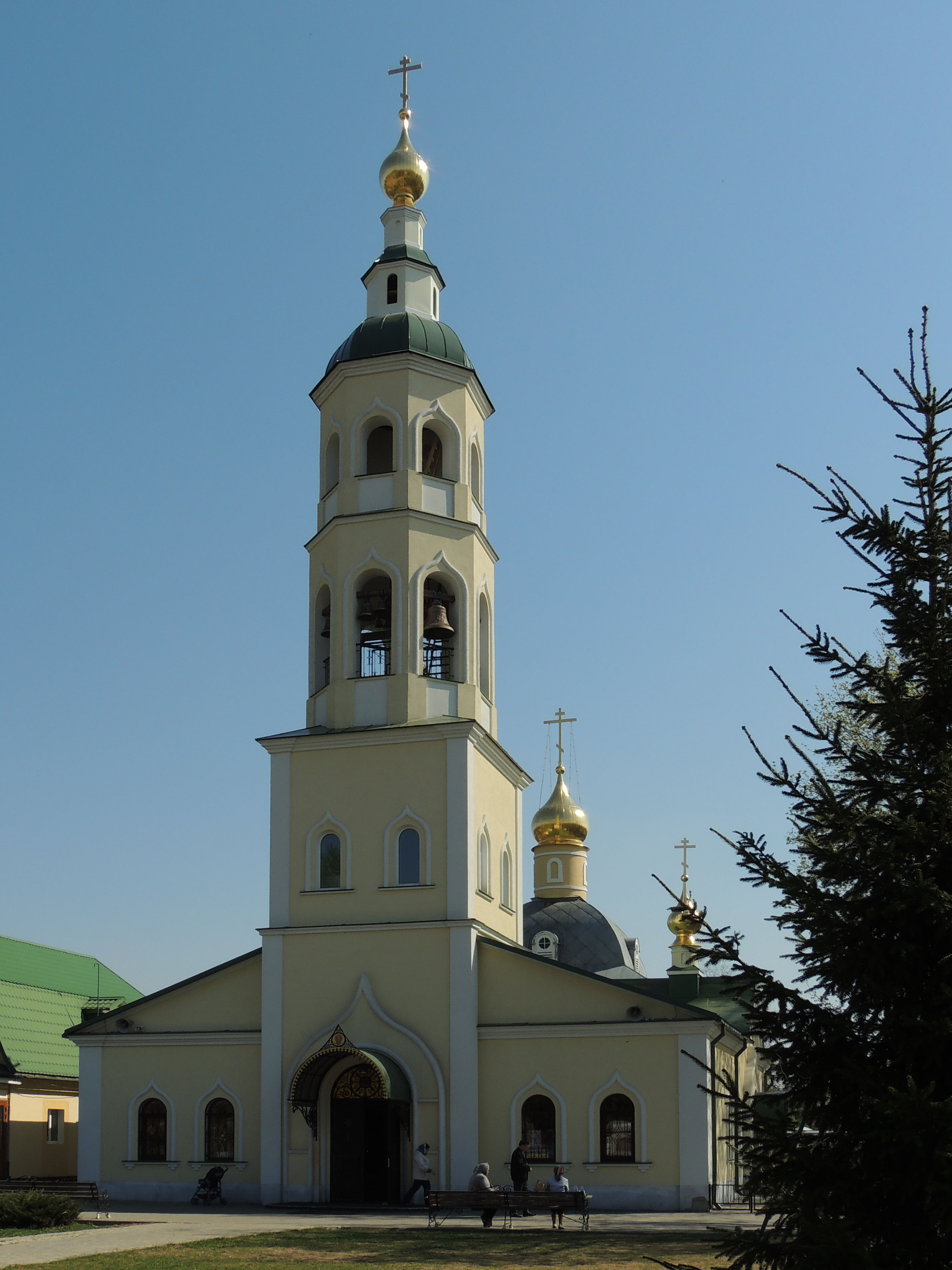
Храм святителя Николая Чудотворца (1646) пос. Володарского
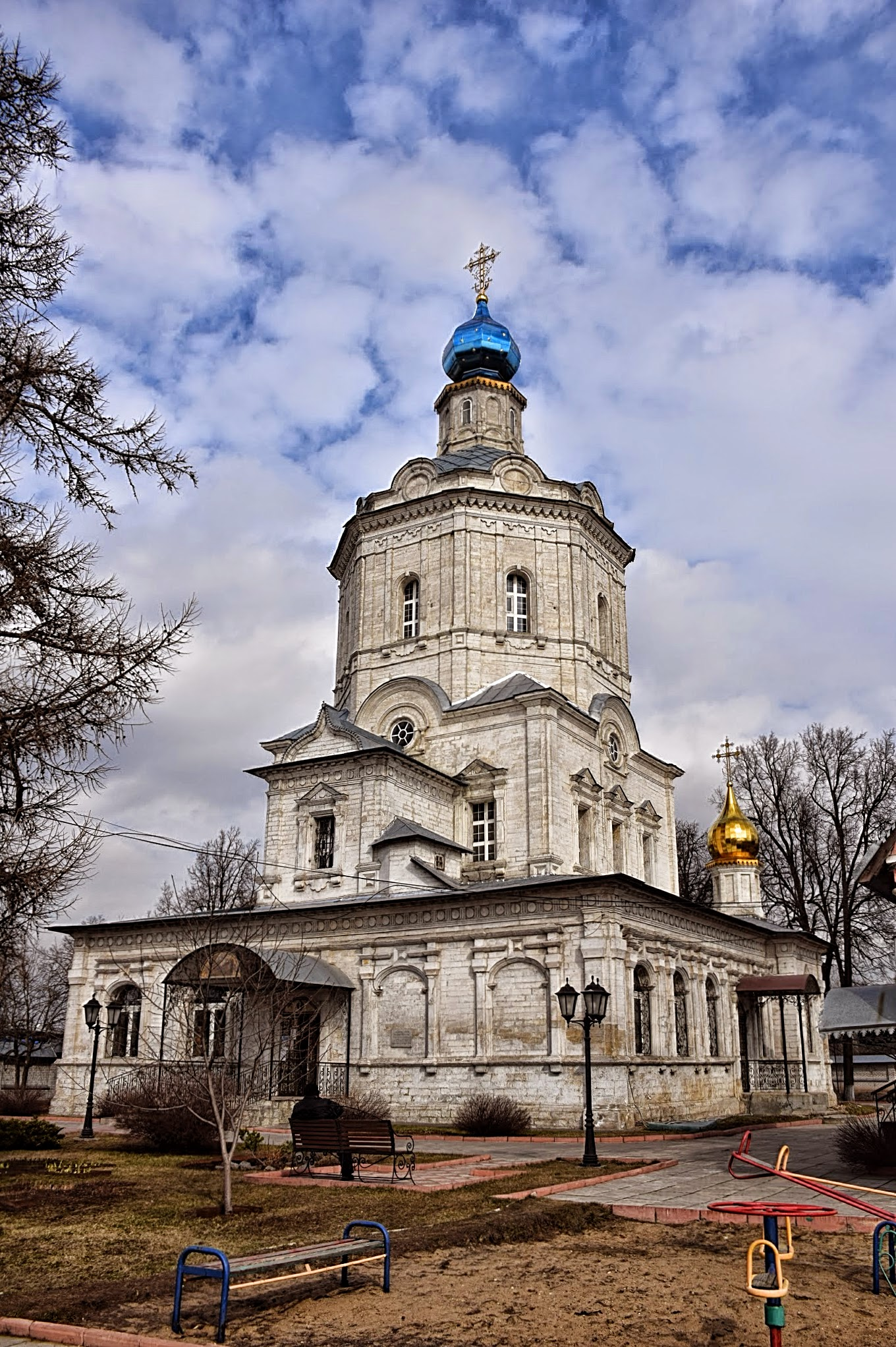
Успенский храм (1705) г. Видное
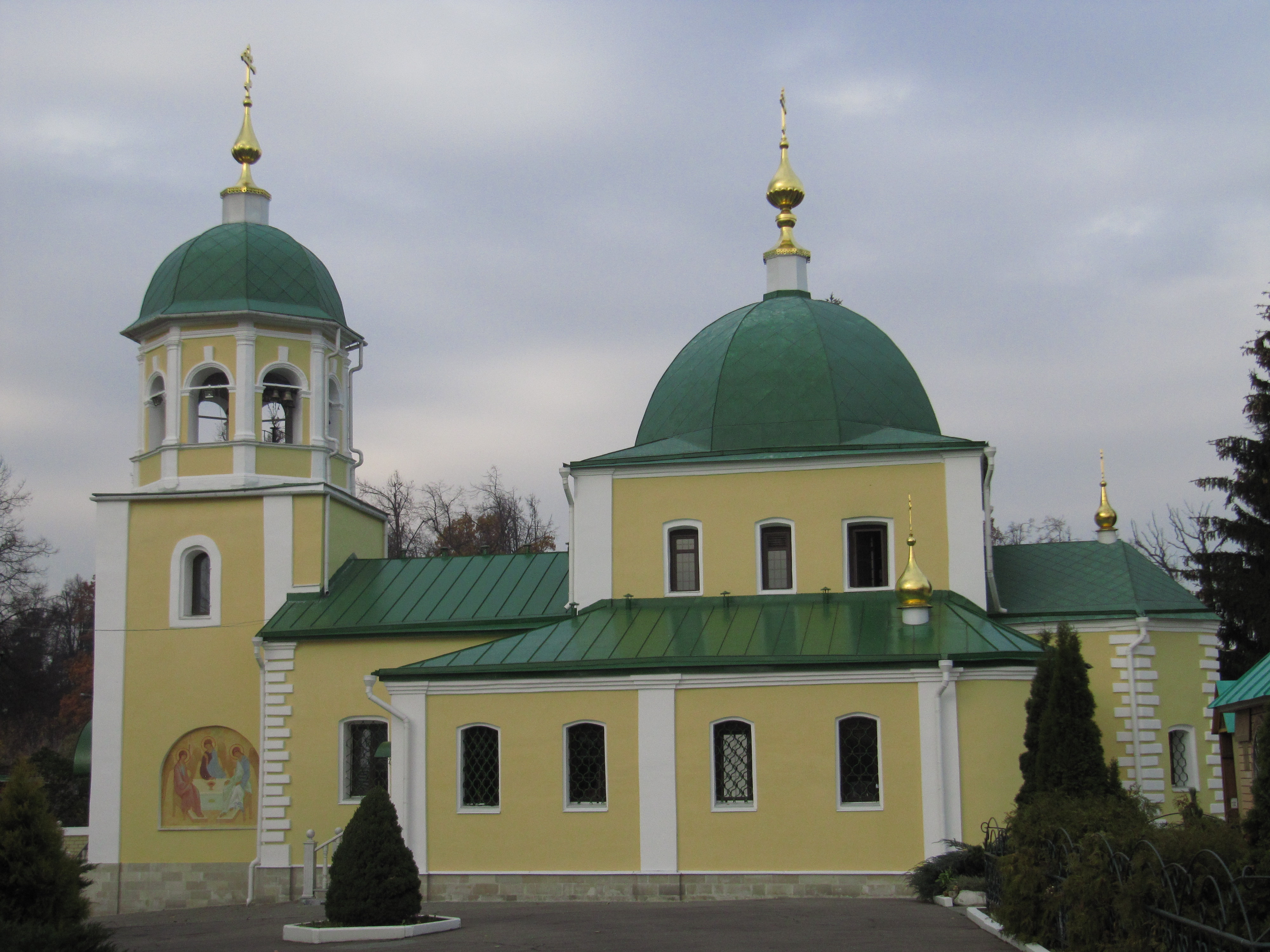
Троицкий храм (1734) пос. Измайлово
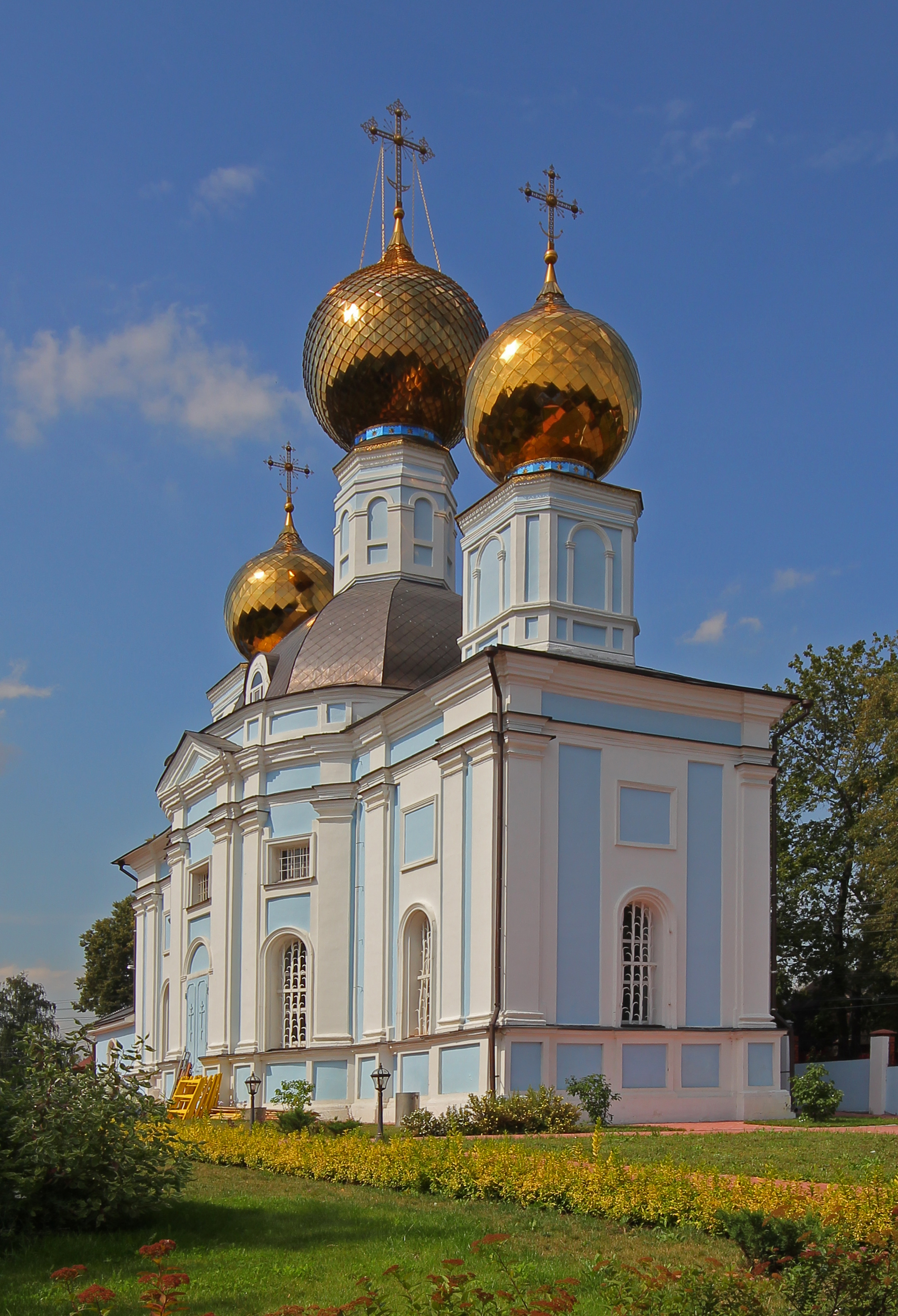
Богородицерождественский храм (1764) г. Видное, дер. Тарычёво
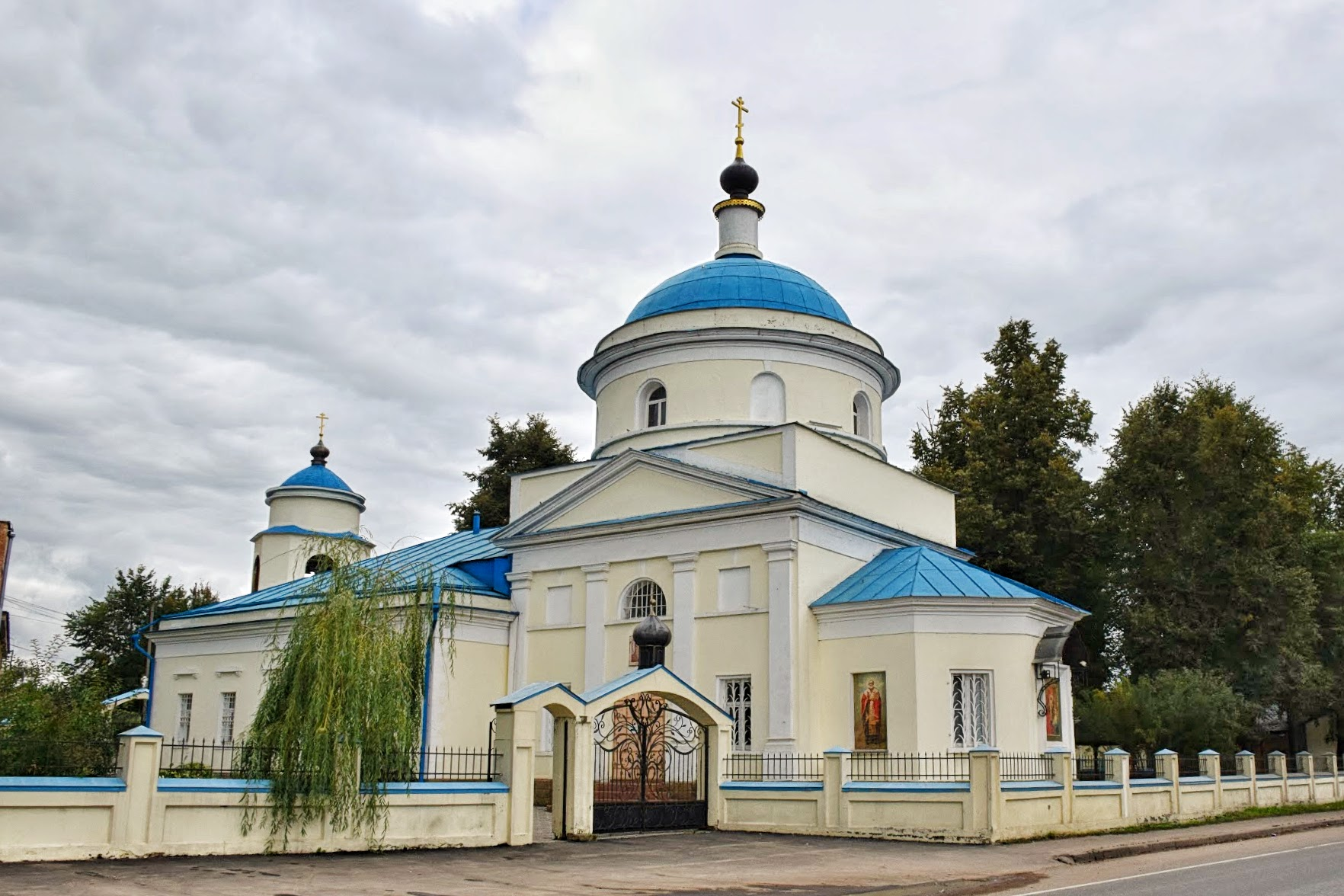
Храм Казанской иконы Божией Матери (1810) с. Молоково
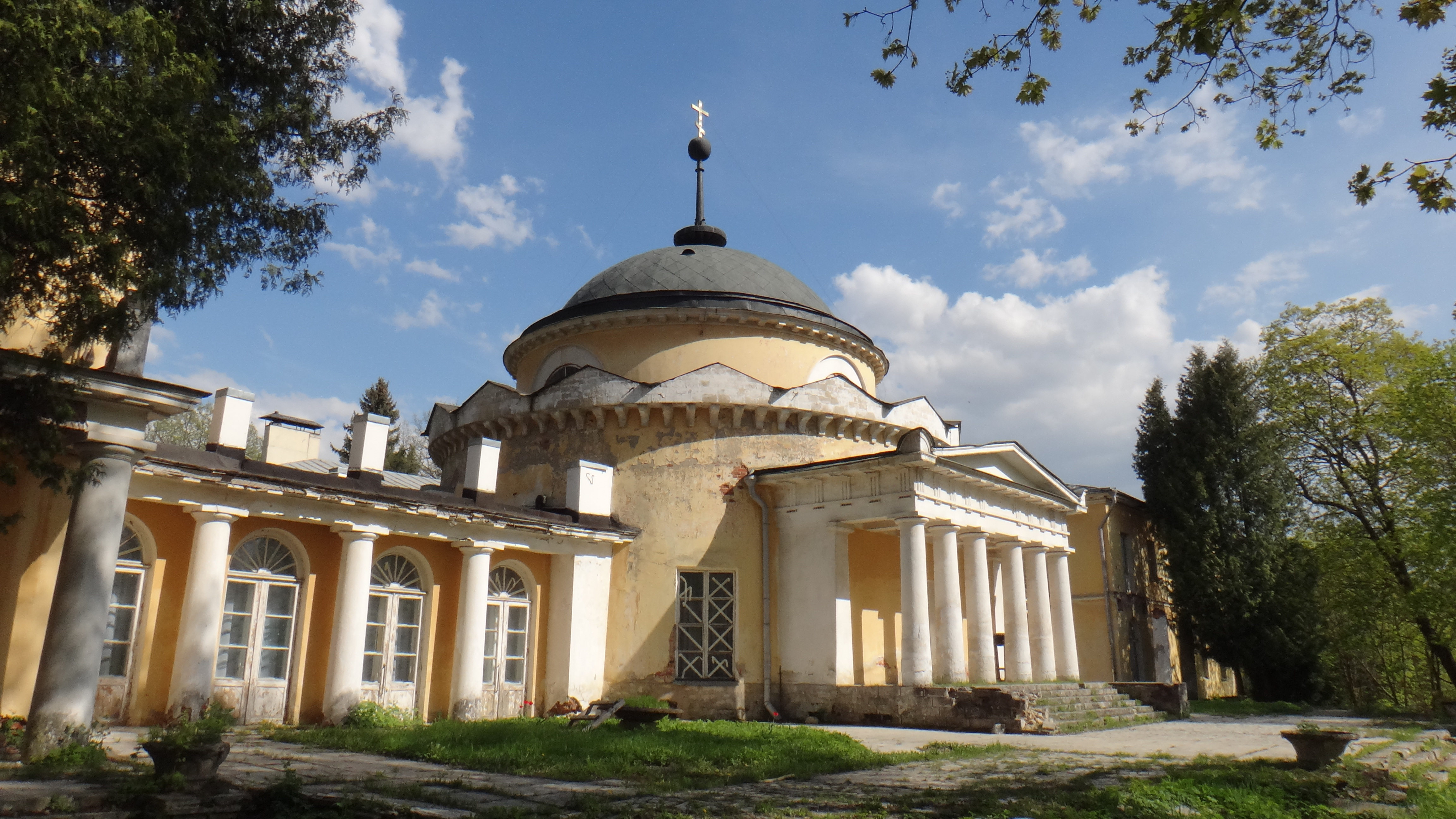
Храм святителя Димитрия Ростовского (1813) д. Суханово
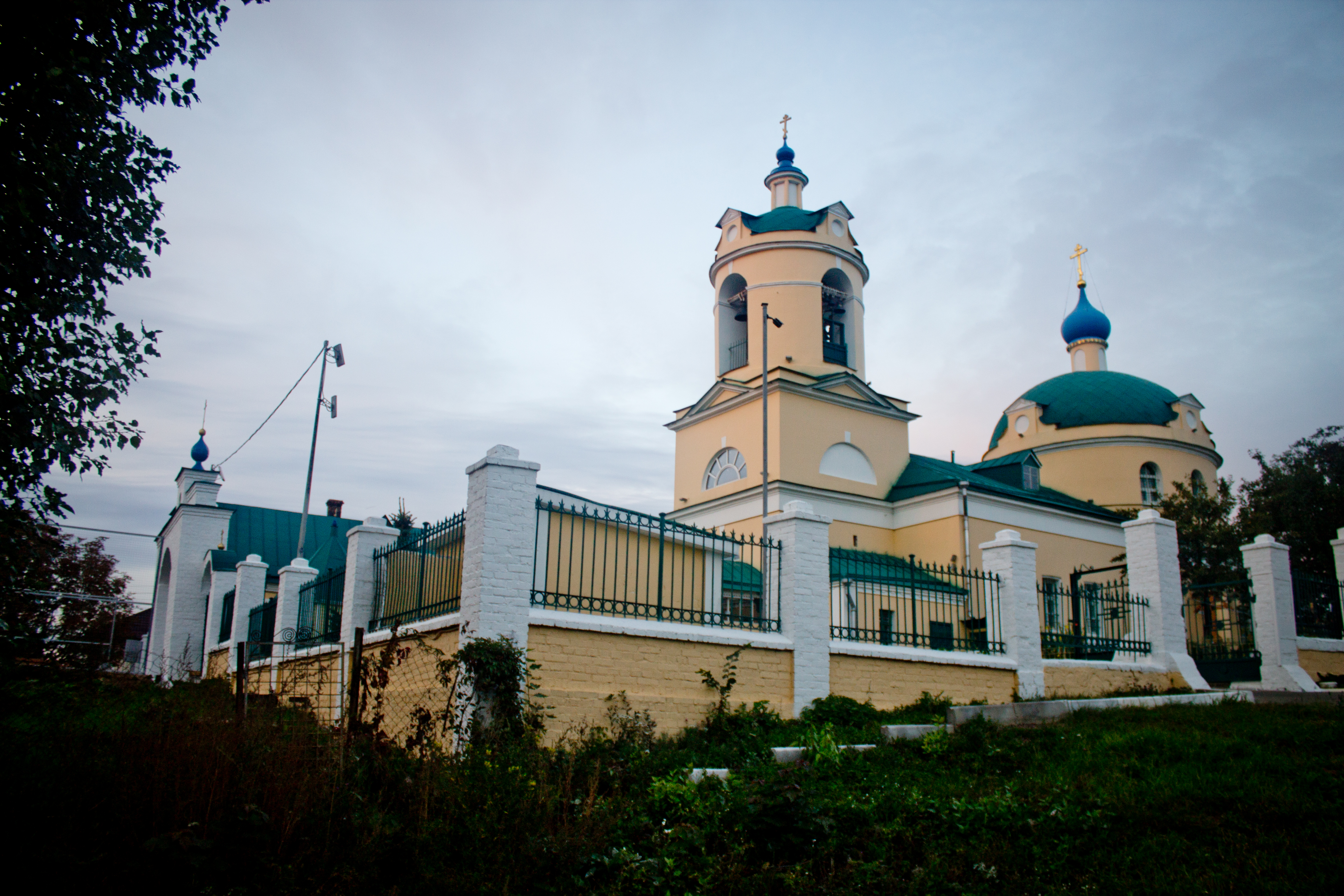
Храм святителя Николая (1830) с. Ермолино
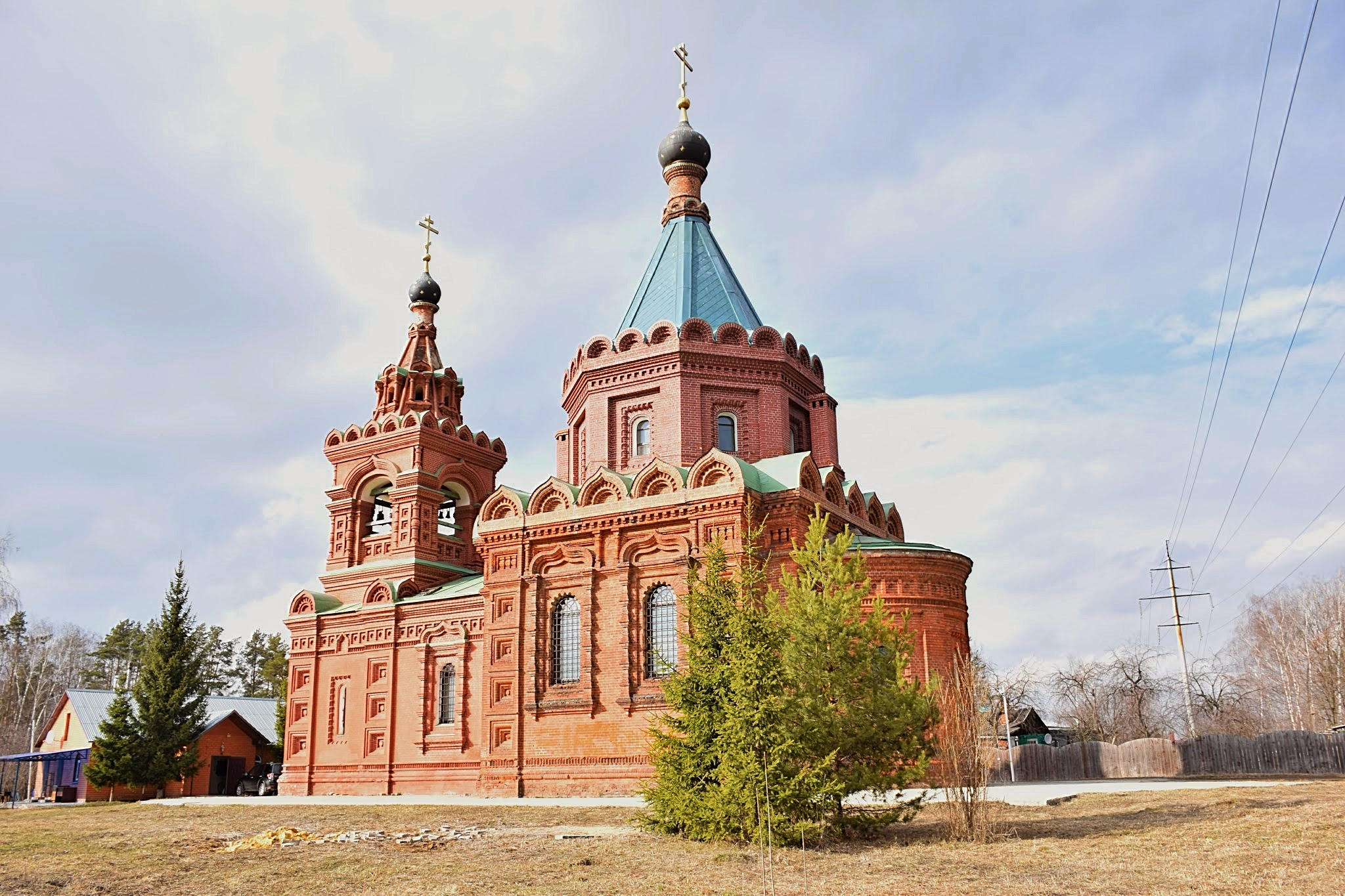
Ильинский храм (1895) д. Дыдылдино
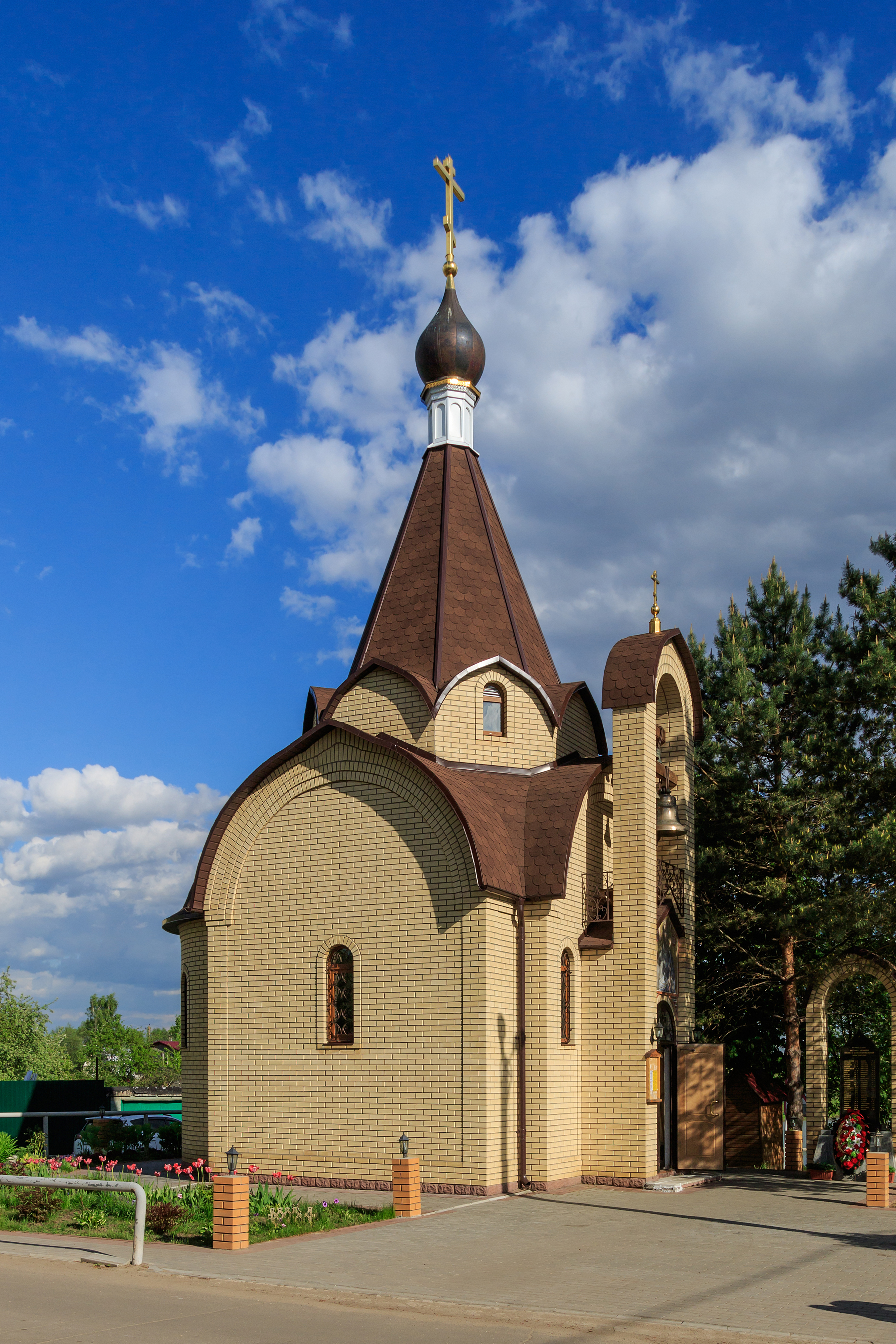
Храм Усекновения главы Иоанна Предтечи д. Калиновка
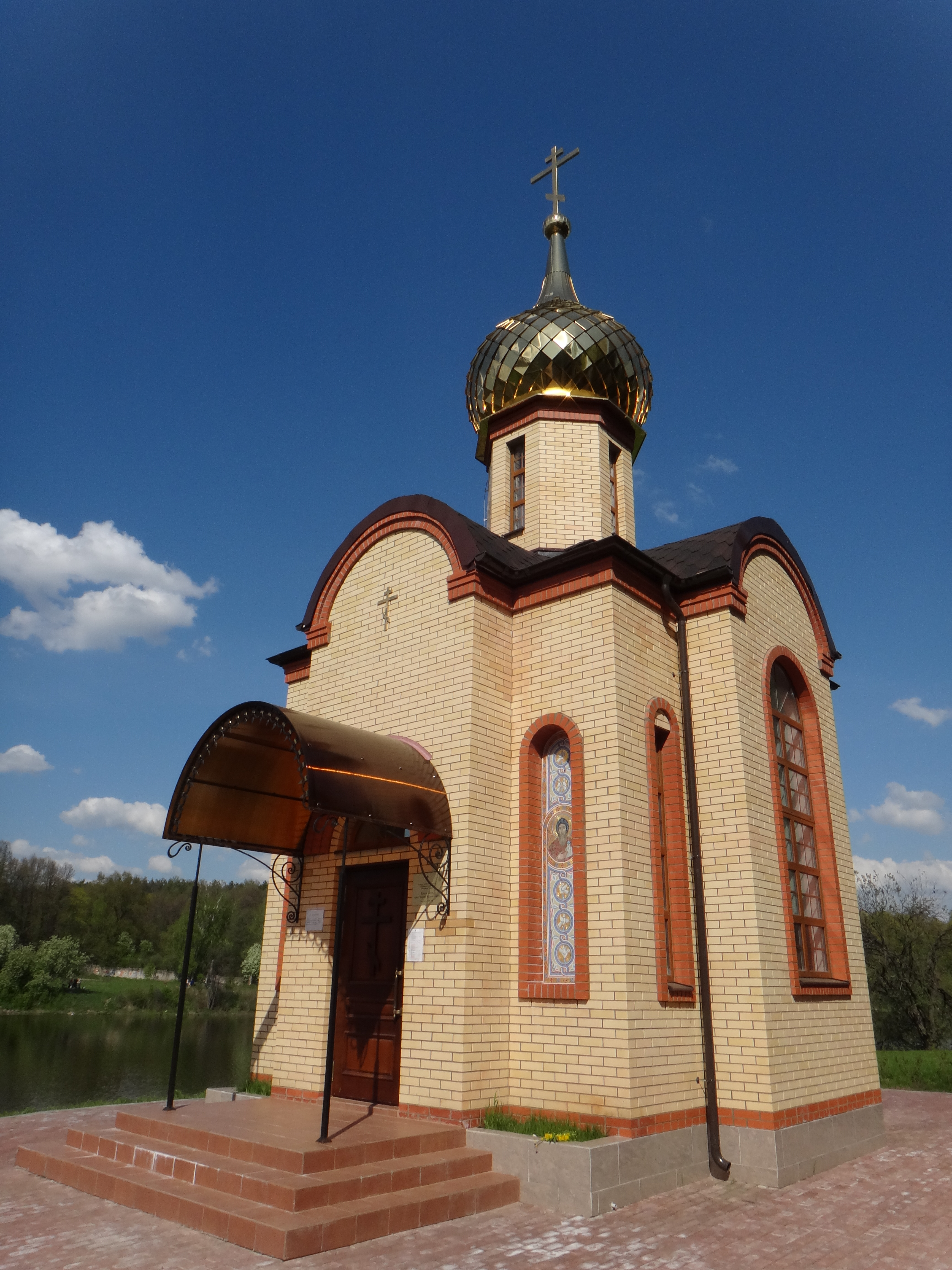
Храм-часовня преподобного Сергия Радонежского д. Суханово
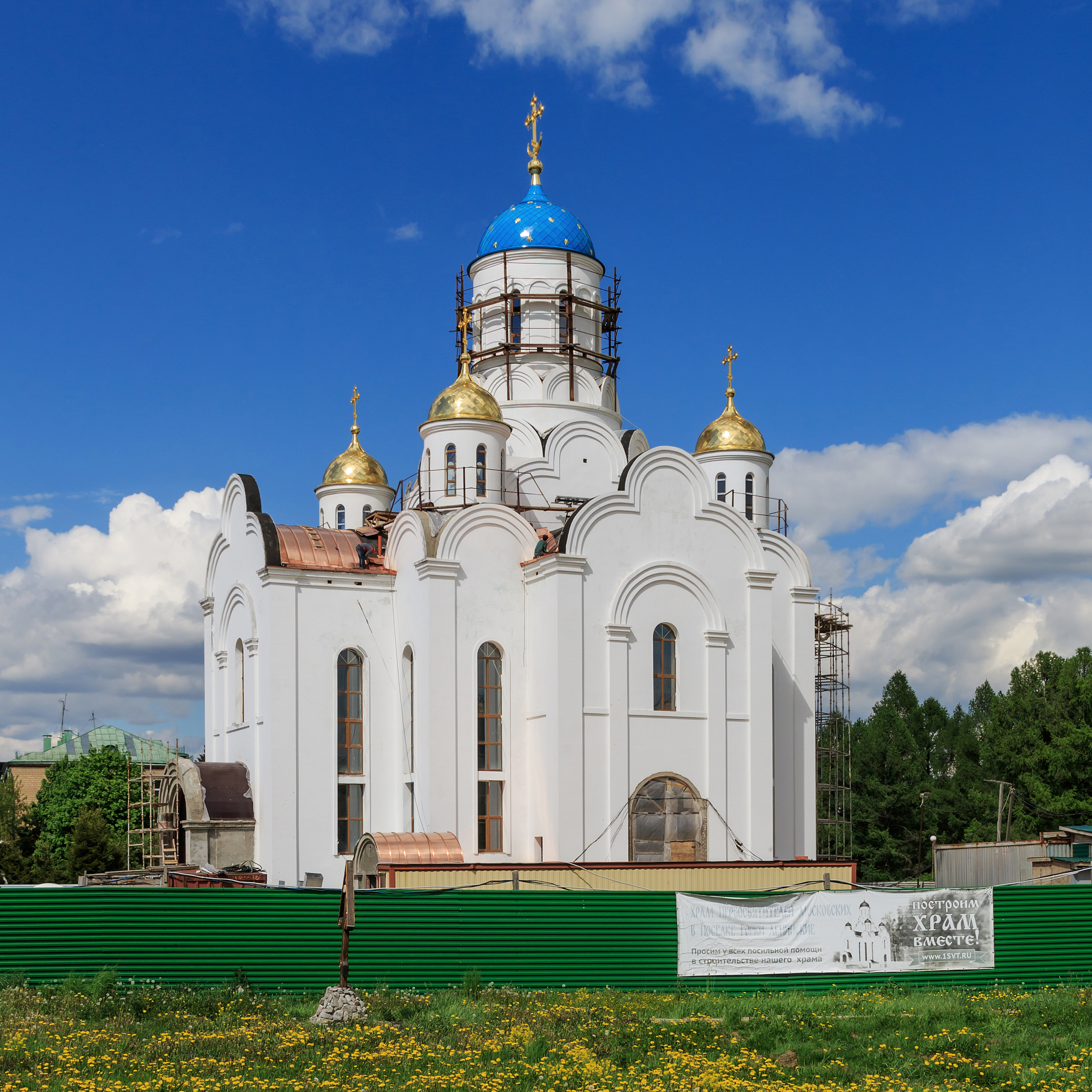
Храм Первосвятителей Московских пос. Горки Ленинские